# Charles Harrelson
Charles Voyde Harrelson (Huntsville (Texas), 23 juli 1938 – Florence (Colorado), 15 maart 2007) was een Amerikaanse freelance huurmoordenaar. Hij was de vader van acteur Woody Harrelson.
Harrelson is veroordeeld tot twee keer levenslang na de moord op 29 mei 1979 op federale rechter John Wood. Harrelson vermoordde hem in de parkeergarage in zijn huis in Texas, waarschijnlijk als gunst aan een lokale drugsdealer Jimmy Chagra. Chagra stond in de planning om veroordeeld te worden en Wood stond bekend als iemand die drugsdealers hard aanpakte en voor lange tijd achter tralies zette.
Harrelson heeft meerdere keren verklaard dat hij betrokken was bij de moord op John F. Kennedy in 1963. Sommigen denken dat hij een van de zwervers was die in een goederenwagon leefden vlak bij het Dealey Plaza in Dallas waar de aanslag plaatsvond. In 1992 kwam pas naar buiten dat de drie mannen geen enkele connectie hadden met de moord en daar gewoon toevallig aan het werk waren als tijdelijke arbeidskrachten.
Voorafgaand aan de moord op rechter Wood werd Harrelson in 1968 voor het gerecht gedaagd na de moord op een graanhandelaar. Harrelson huurde de sterke advocaat William Pepper in, dezelfde als die eerder James Earl Ray verdedigde na de moord op Martin Luther King. Toen het er op leek dat Harrelson veroordeeld zou worden, kwam de advocaat met een ontlastende getuige, een nachtclub-zangeres, die verklaarde op het moment van de moord bij hem te zijn geweest. De jury was niet unaniem.
In 1974 moest hij opnieuw voor de rechter komen in dezelfde zaak. De sheriff die het onderzoek leidde, had een arrestatiebevel bij zich tegen de nachtclub-zangeres. Wanneer ze weer zou getuigen, zou ze gearresteerd worden. Zij was dit te weten gekomen en vluchtte naar Aruba. Zonder hulp van de getuigenis van de zangeres werd Harrelson schuldig bevonden en veroordeeld tot vijftien jaar cel. Wegens goed gedrag werd hij na vijf jaar vrijgelaten.
Door een anonieme tip werd Harrelson opgepakt na de moord op rechter Wood. Hij ontsnapte uit de federale gevangenis in 1996, maar niet lang daarna werd hij al weer opgepakt. In 1998 probeerde zijn zoon Woody Harrelson met goede en invloedrijke advocaten zijn vader een nieuw proces te laten krijgen, wat niet lukte.
Harrelson werd op 15 maart 2007 levenloos aangetroffen in zijn cel, in een zwaarbewaakte gevangenis in de staat Colorado.